# Kızıldamlar, Onikişubat
Kızıldamlar là một xã thuộc huyện Onikişubat, tỉnh Kahramanmaraş, Thổ Nhĩ Kỳ. Dân số thời điểm năm 2010 là 356 người.